# Bulbophyllum keekee
Bulbophyllum keekee là một loài phong lan thuộc chi Bulbophyllum.